# Montenegro (Faro)
Montenegro is een plaats (freguesia) in de Portugese gemeente Faro en telt 5336 inwoners (2001).